# Часовня

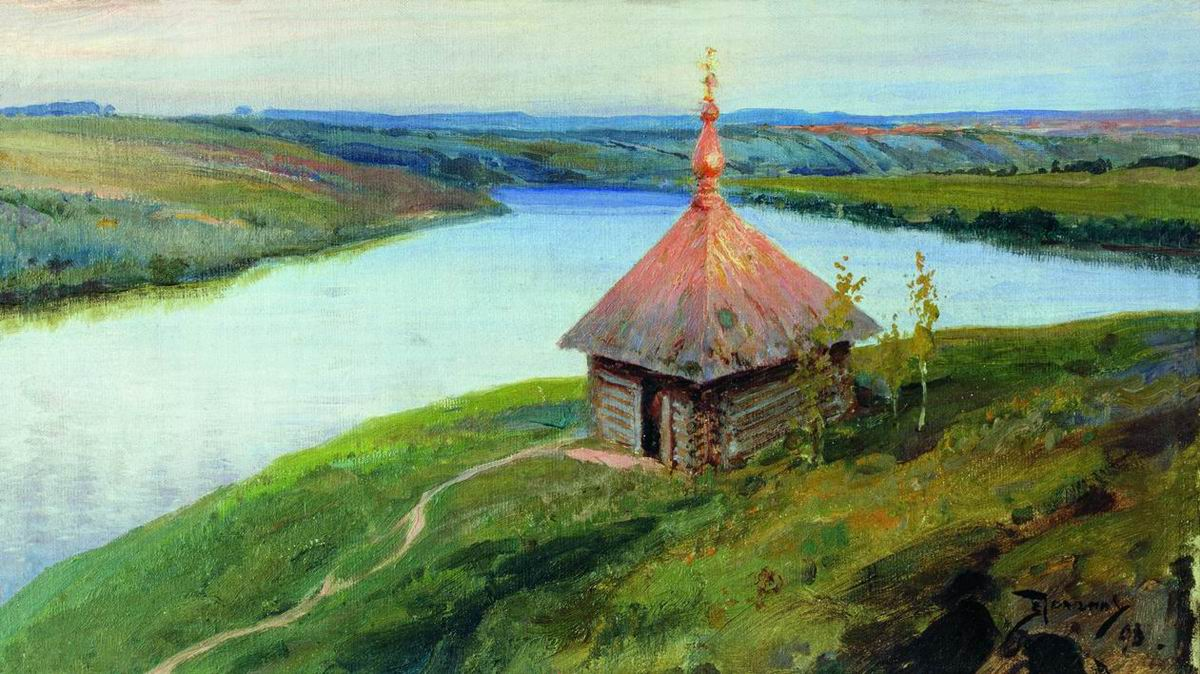
Часовня на берегу Оки, Василий Поленов, 1893

Часо́вня — небольшая православная постройка культового назначения с иконами, не имеющая особого помещения, где бы располагался алтарь. Православная часовня — обычно отдельно стоящее церковное здание в городах, деревнях, на дорогах и кладбищах. В старообрядчестве является моленной. У католиков близким аналогом православной часовни является капелла, однако в ней, как правило, существует престол для совершения литургии.
Часовни могут быть возведены в местах, где есть нужда в помещении для общественной и частной молитвы (например, на кладбище, на вокзале), на исторически и духовно важном месте, на местах захоронений (часовня-усыпальница), над святыми источниками и колодцами (надкладезная часовня). Над некоторыми значимыми святыми источниками строится часовня-купель. В часовнях читаются молитвы и акафисты, совершаются молебны, верующие ставят свечи перед почитаемыми иконами и так далее. Литургия в часовне не совершается.

## Этимология
Название «часовня» происходит от слова «час», «часы́». Часа́ми называются краткие службы, совершающиеся в православных и католических церквях. Час в древнерусском языке означало «время». Русское слово «часовня» перешло в некоторые другие языки; так, в финском языке наряду с «Kappeli» иногда используется слово «tsasouna» с тем же значением.
В Греции часовни именуются εύκτήρια или οίκοι προσευχής — дома молитвы, у католиков — «capae» или «capellae», на польском — «kaplice», и устраиваются в домах и на открытых местах, а также дорогах и перекрёстках; для служения в домовых молельнях в рыцарских замках и дворцах имелись капелланы.

## История
Часовни сооружались на местах, где похоронены подвижники веры, а также на местах явления чудотворных икон и источников, и в других местах, где это уместно. Обычай строить часовни был закреплён в деяниях Трулльского собора и капитулярии Карла Великого.

### Россия
В России часовни появились с началом распространения христианства и нередко строились на местах почитаемых язычниками деревьев, камней, источников. Со временем и источники возле новых часовен освящались и могли становиться почитаемыми. Просветитель Перми святой Стефан Пермский поставил несколько часовен, которые существуют до сих пор. Нередко благодаря отшельникам вокруг построенных ими часовен возникали известные монастыри и церкви. Так, скромная часовенка, срубленная в чаще радонежских лесов преподобным Сергием Радонежским, послужила основой для знаменитой Троице-Сергиевой лавры.
Во время правления Петра I законодательно были ужесточены правила существования часовен, причиной чему послужили тайные богослужения, которые в них совершали старообрядцы. Так, императорские указы 1707 и 1722 годов без какого-либо ограничения требовали разобрать все часовни вне зависимости от того, старообрядческие они или нет. Однако исполнение указов осуществлялось не везде, поскольку в некоторых местах церкви были отдалены от поселений, и в этом случае часовни отчасти их заменяли. Отсюда стали поступать прошения в Святейший Правительствующий Синод, чтобы было разрешено не разбирать часовни. В 1727 году официально было разрешено восстановить прежние часовни и строить новые, но уже в 1734 году был подтверждён указ 1707 года, что влекло за собой запрет на постройку новых часовен, хотя и разрешалось не разбирать существующие. Тем не менее необходимость в месте богослужения приводила к тому, что люди строили часовни без разрешения, надеясь, что потом получится доказать, что они построены до принятия запретительных указов. Впоследствии, видимо, эта необходимость принималась властями во внимание и строители не подвергались преследованию, поскольку достаточно было, что в часовнях собирались православные, а в противном же случае здание разбиралось без каких-либо предварительных согласований. Также по большой просьбе жителей оставить часовню для моления мимо ходящих и едущих людей, Синод разрешал ставить на месте часовни столб с иконою, а просителям, желавшим построить часовню для сбора пожертвований на церковь, разрешал ставить на столе икону. В 1853 году Синод выпустил указ о том, чтобы настраивать прихожан к постройке церквей в тех местах, где они нужны, и допускать их постройку в самом простом виде, а также не препятствовать постройке часовен с той целью, чтобы в них православные причты в положенное время проводили славословия. В 1865 году Синод объявил Правительствующему сенату именной указ о том, что епархиальным архиереям предоставляется право самостоятельно разрешать постройку часовен в селениях и в городах, кроме столиц, а также окончательно разрешать все дела о самовольных постройках или перестройках часовен.

## Галерея

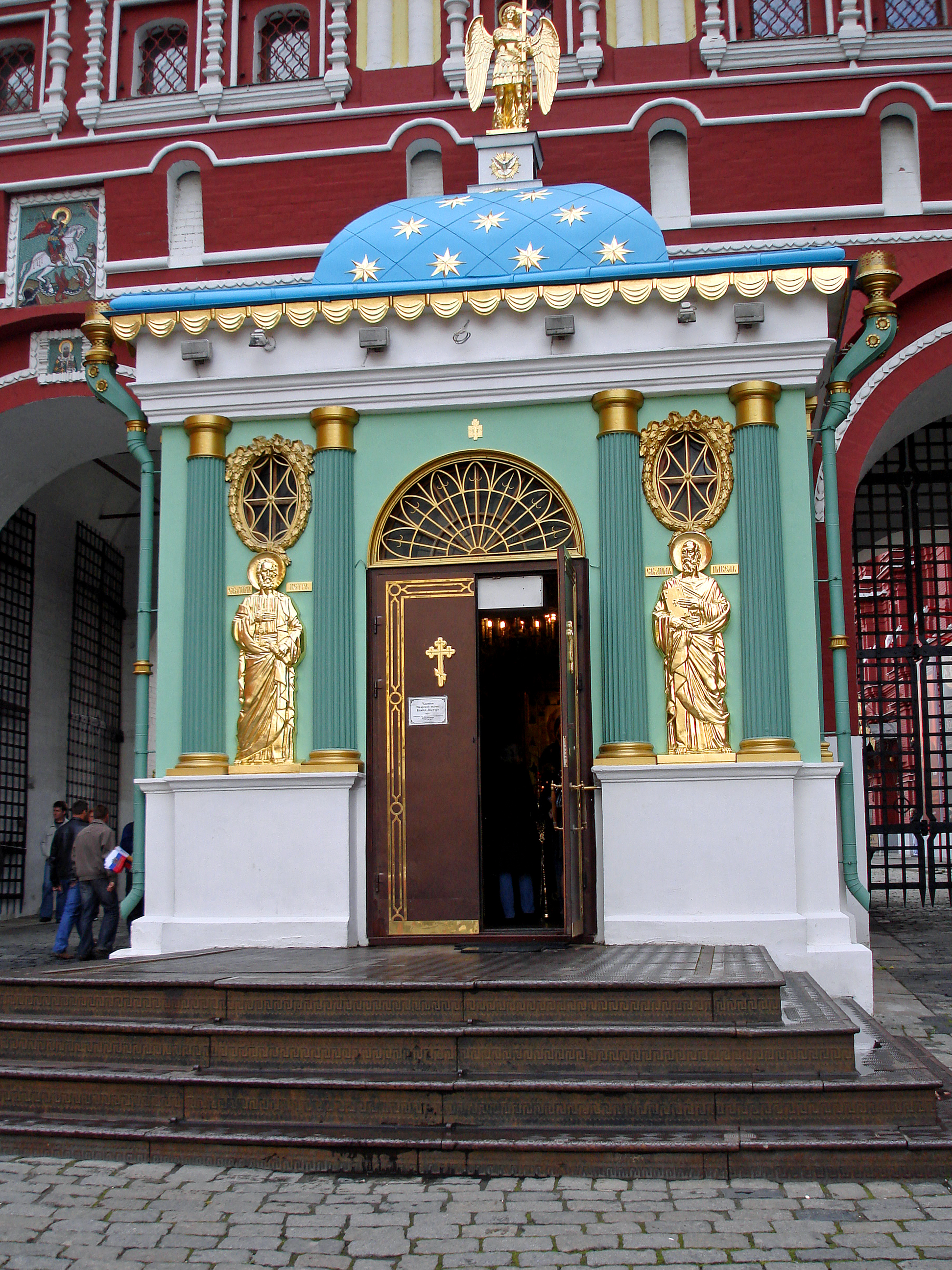
Иверская часовня в Москве
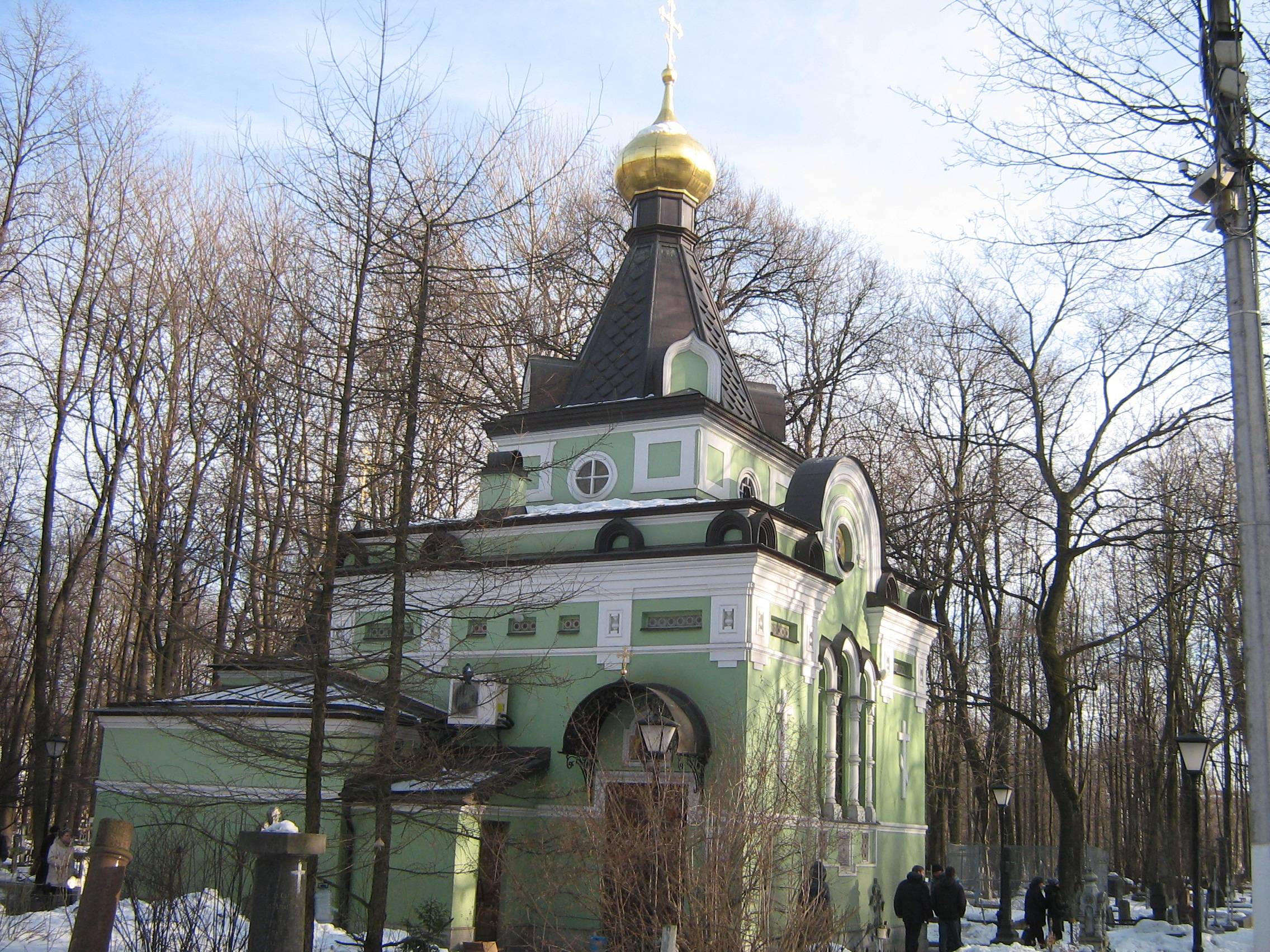
Часовня Ксении Блаженной в Санкт-Петербурге
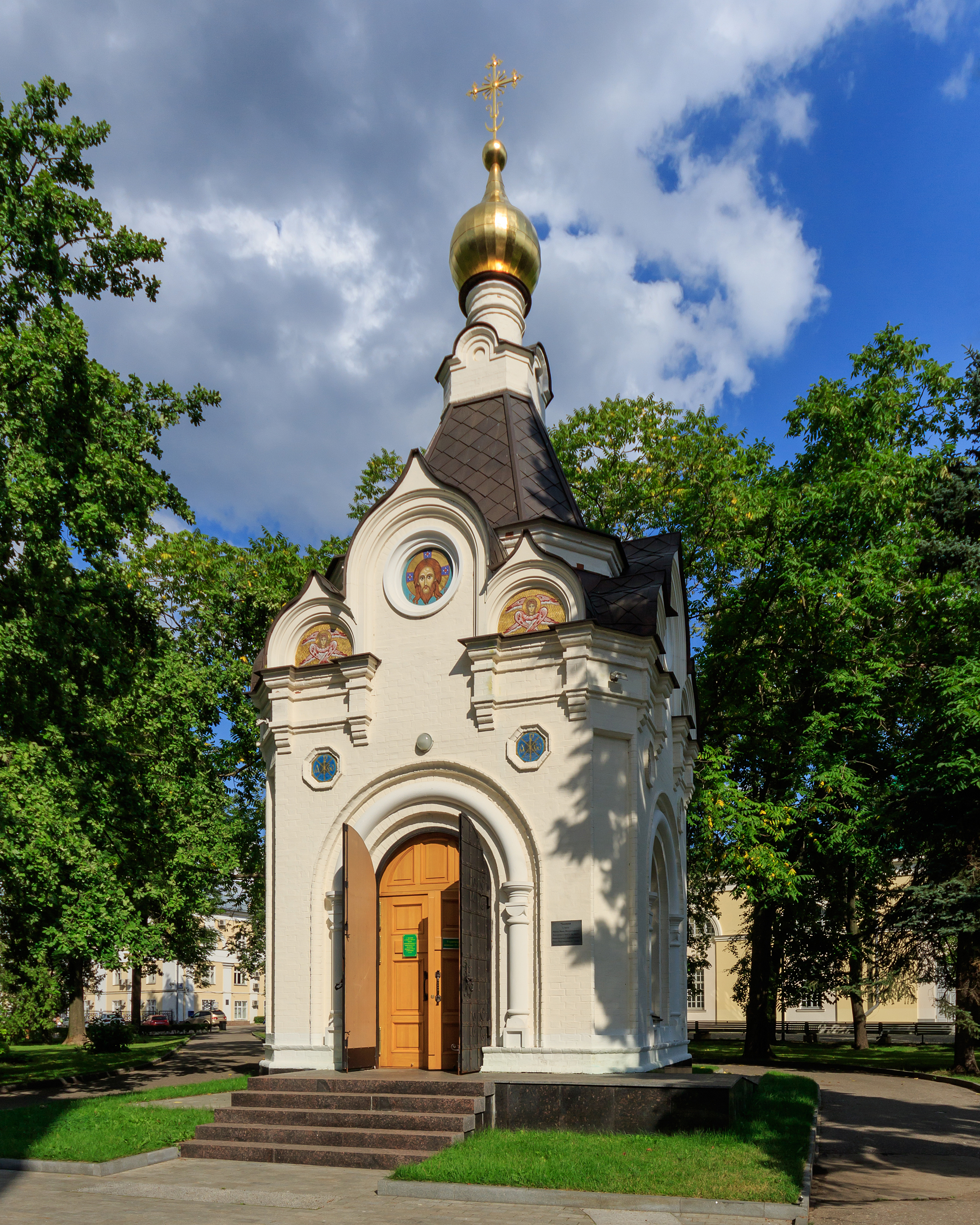
Спасо-Преображенская часовня в Нижнем Новгороде
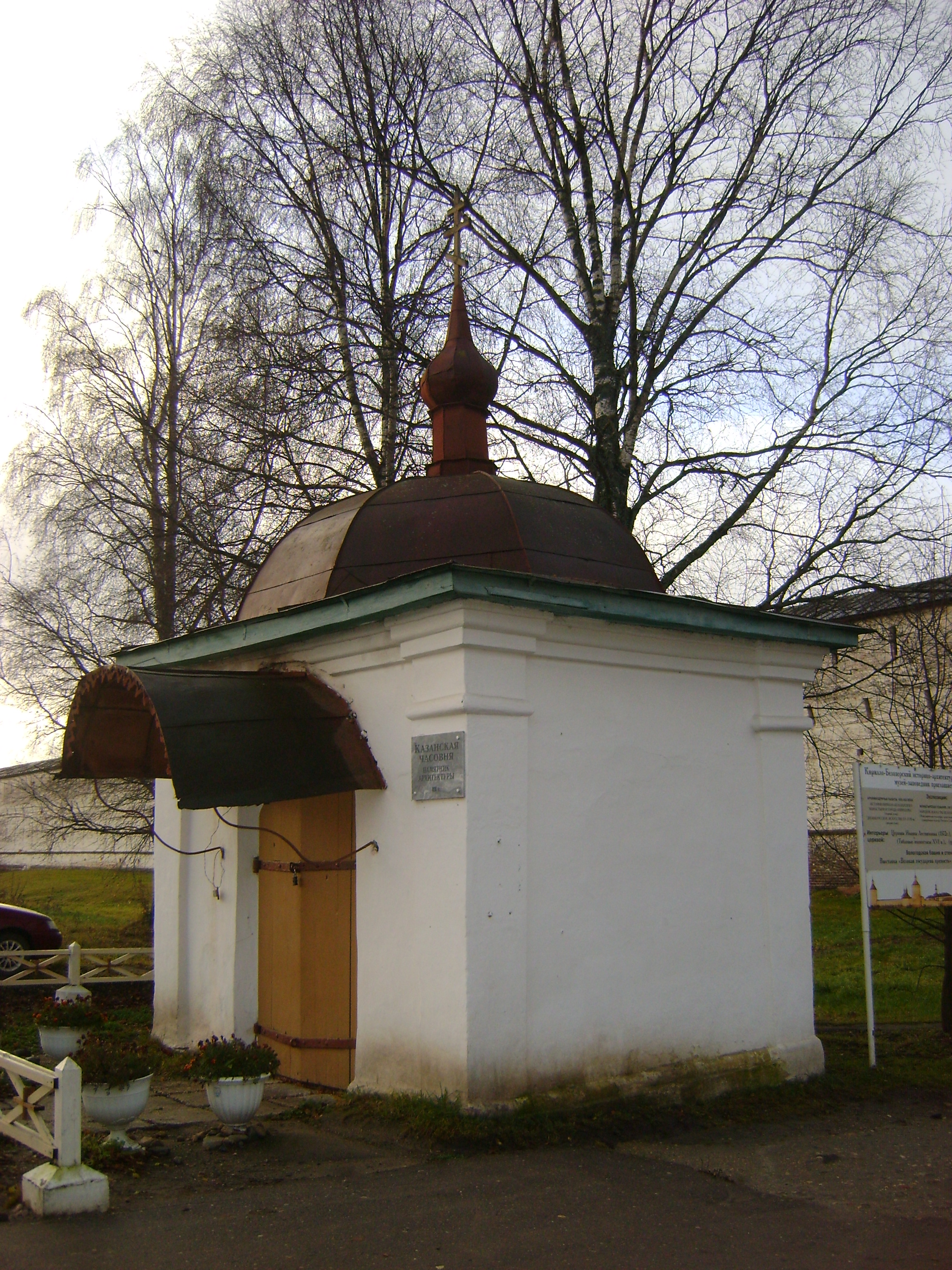
Часовня у Кирилло-Белозерского монастыря
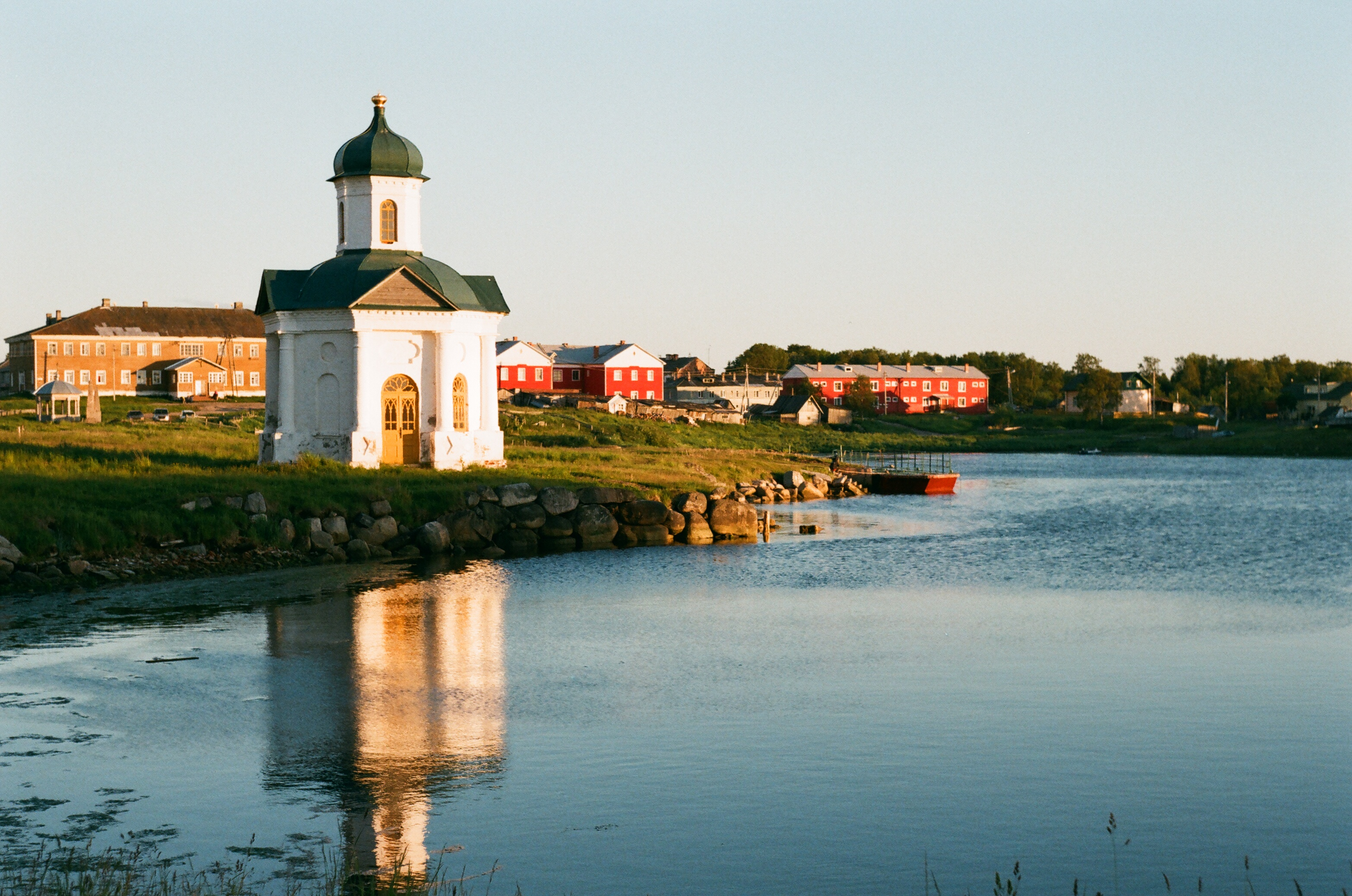
Часовня в Соловецком монастыре
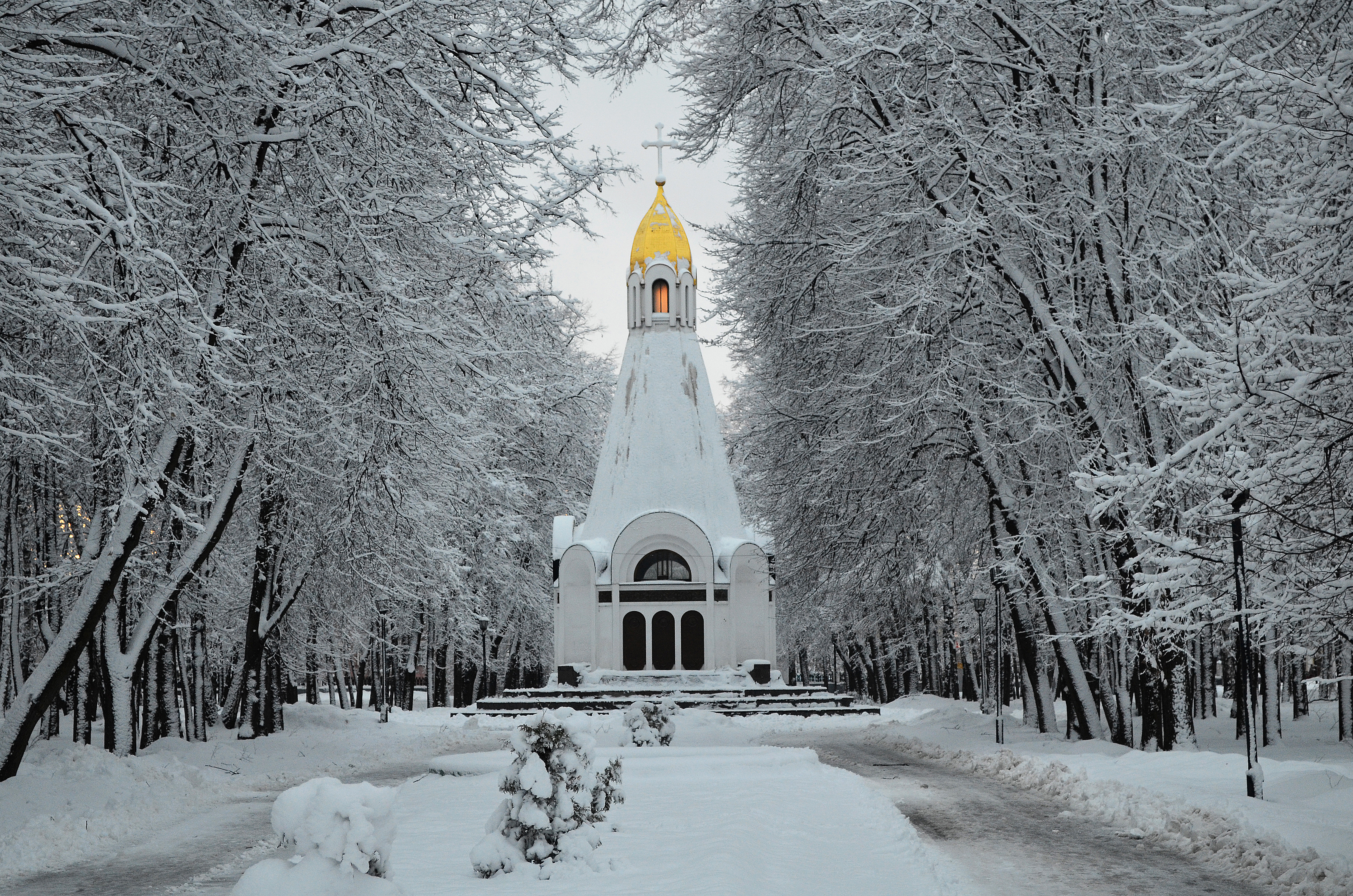
Часовня в честь 900-летия основания Рязани
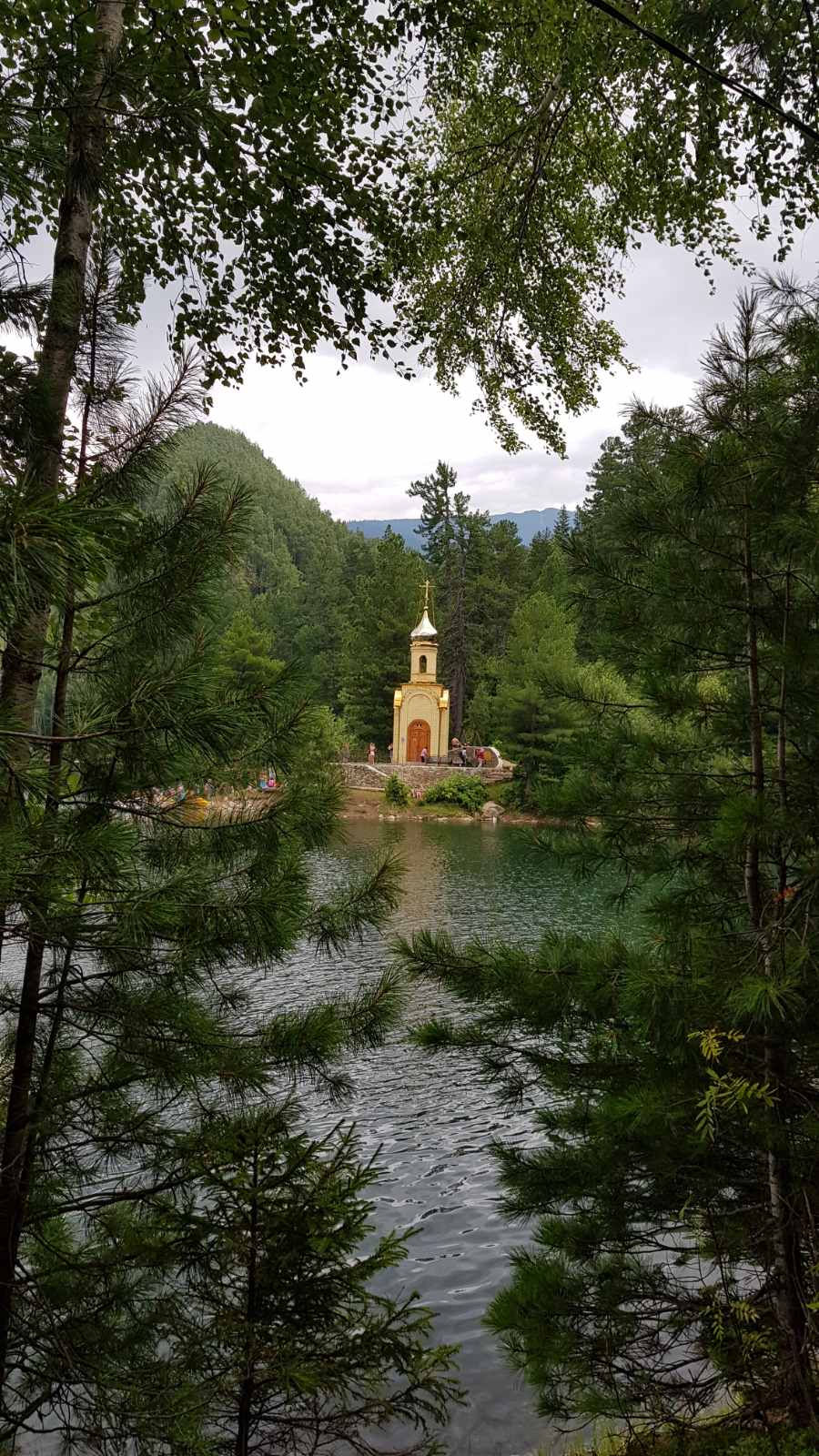
Часовня на Тёплых озерах в Бурятии
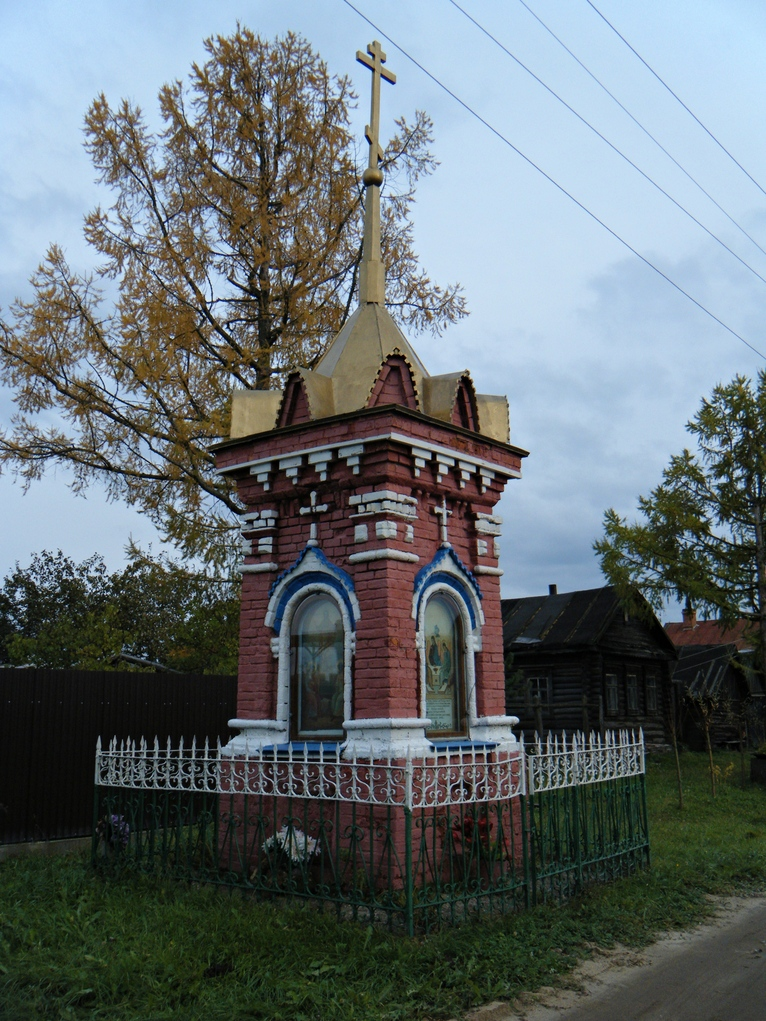
Часовня в селе Власово (Павлово-Посадский район)
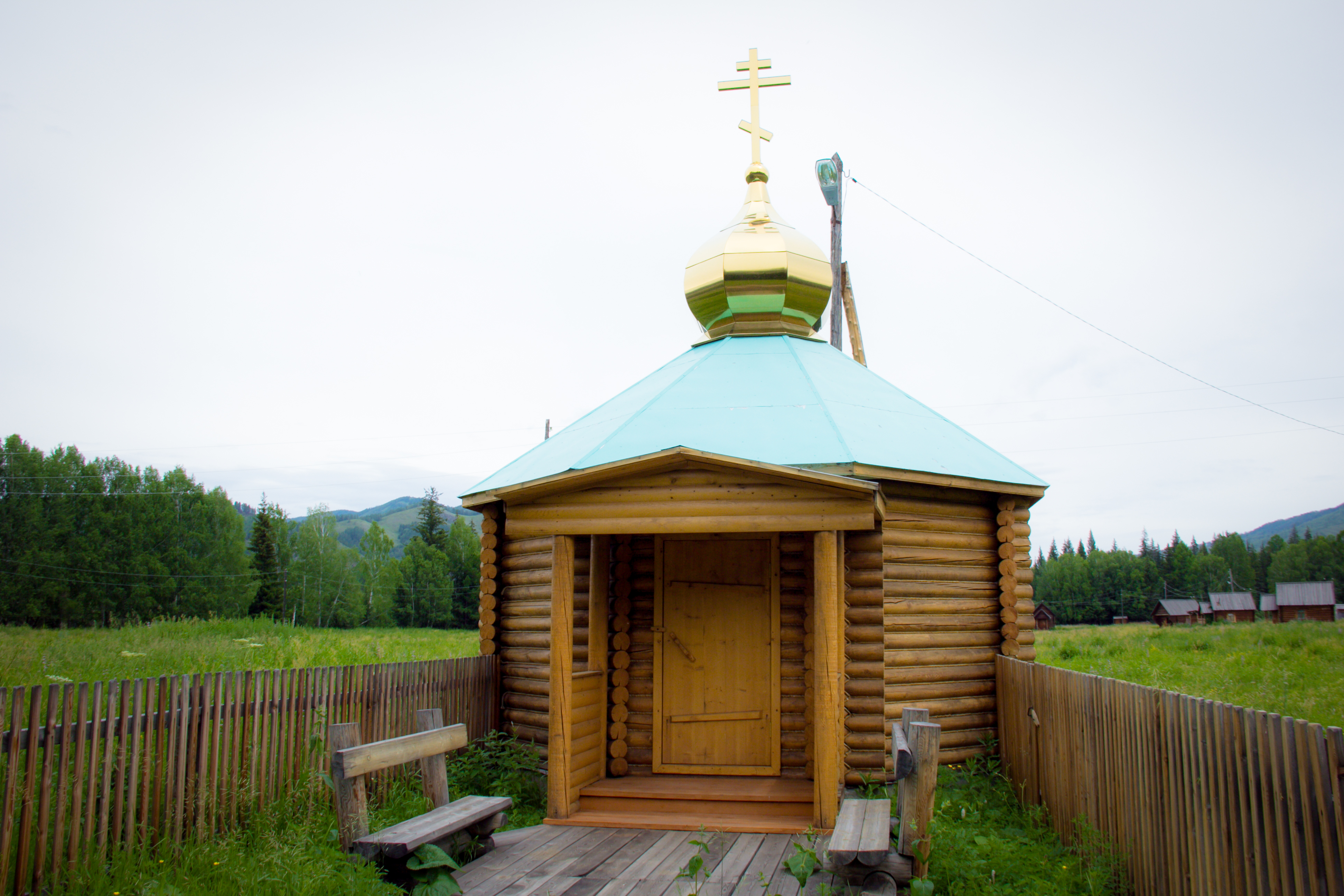
Часовня старообрядцев в Каа-Хемском районе Республики Тыва
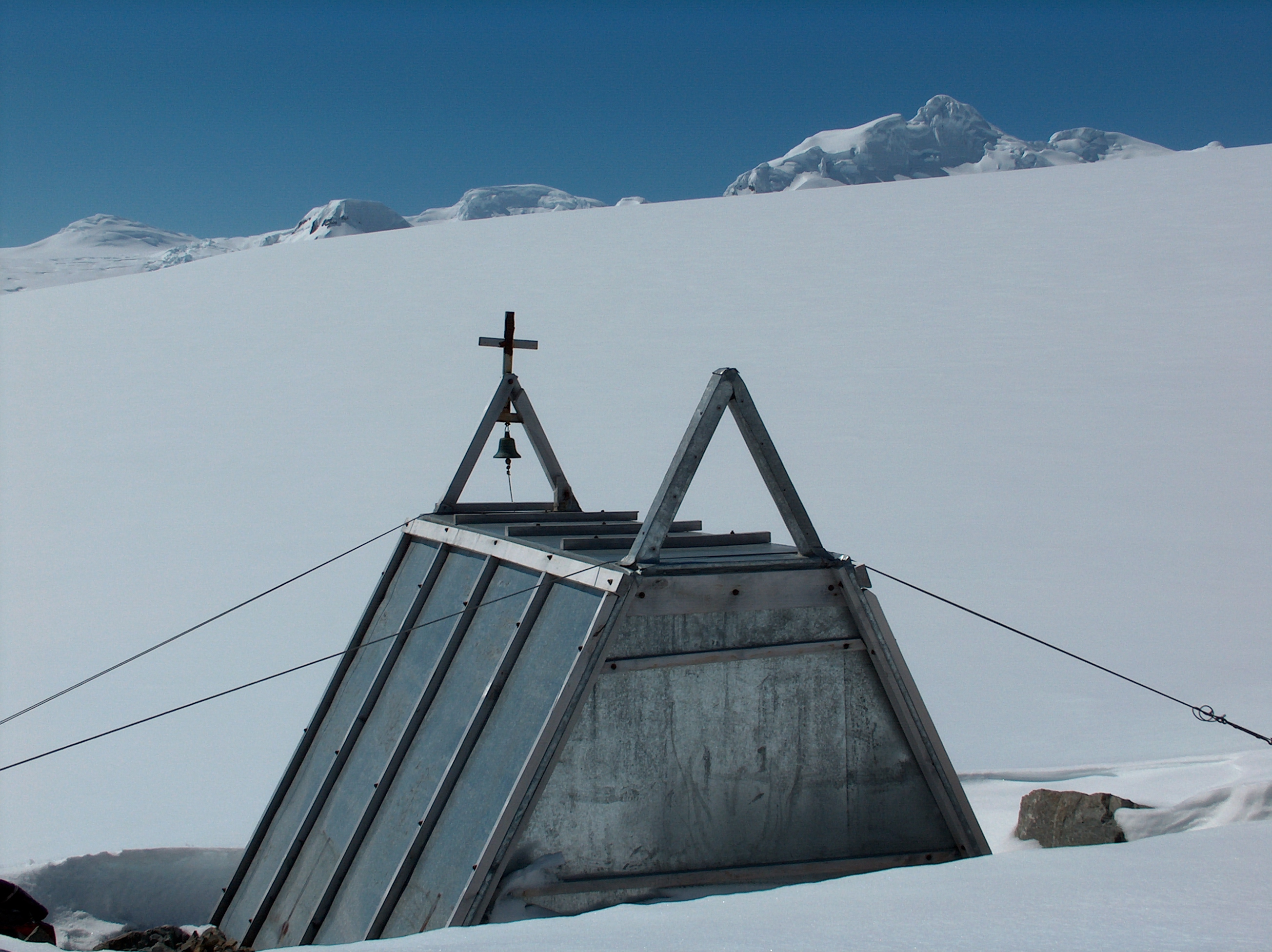
Часовня Святого Иоанна Рыльского на станции Святой Климент Охридский в Антарктиде
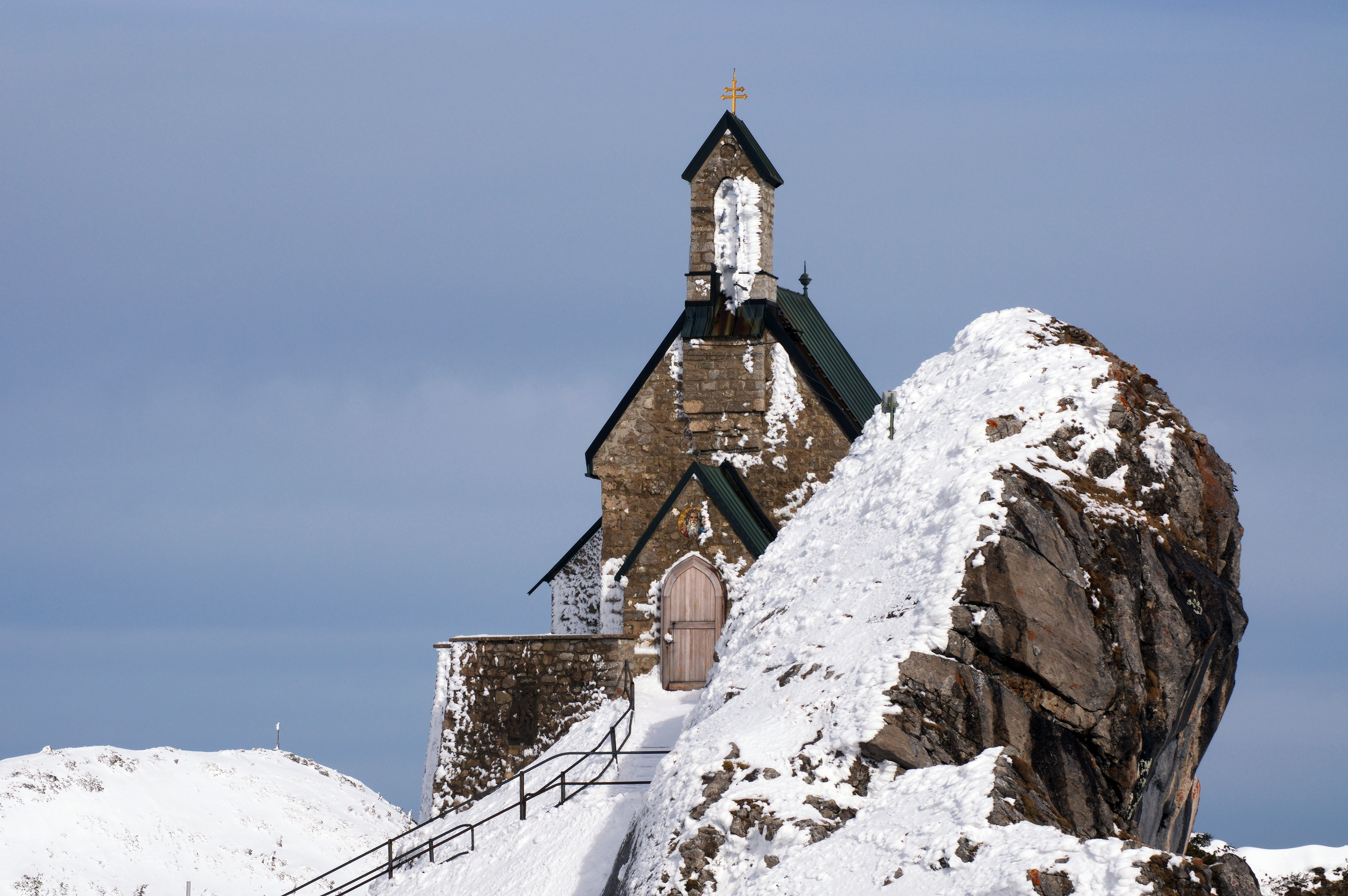
Часовня на вершине Вендельштайна (Бавария, Германия)
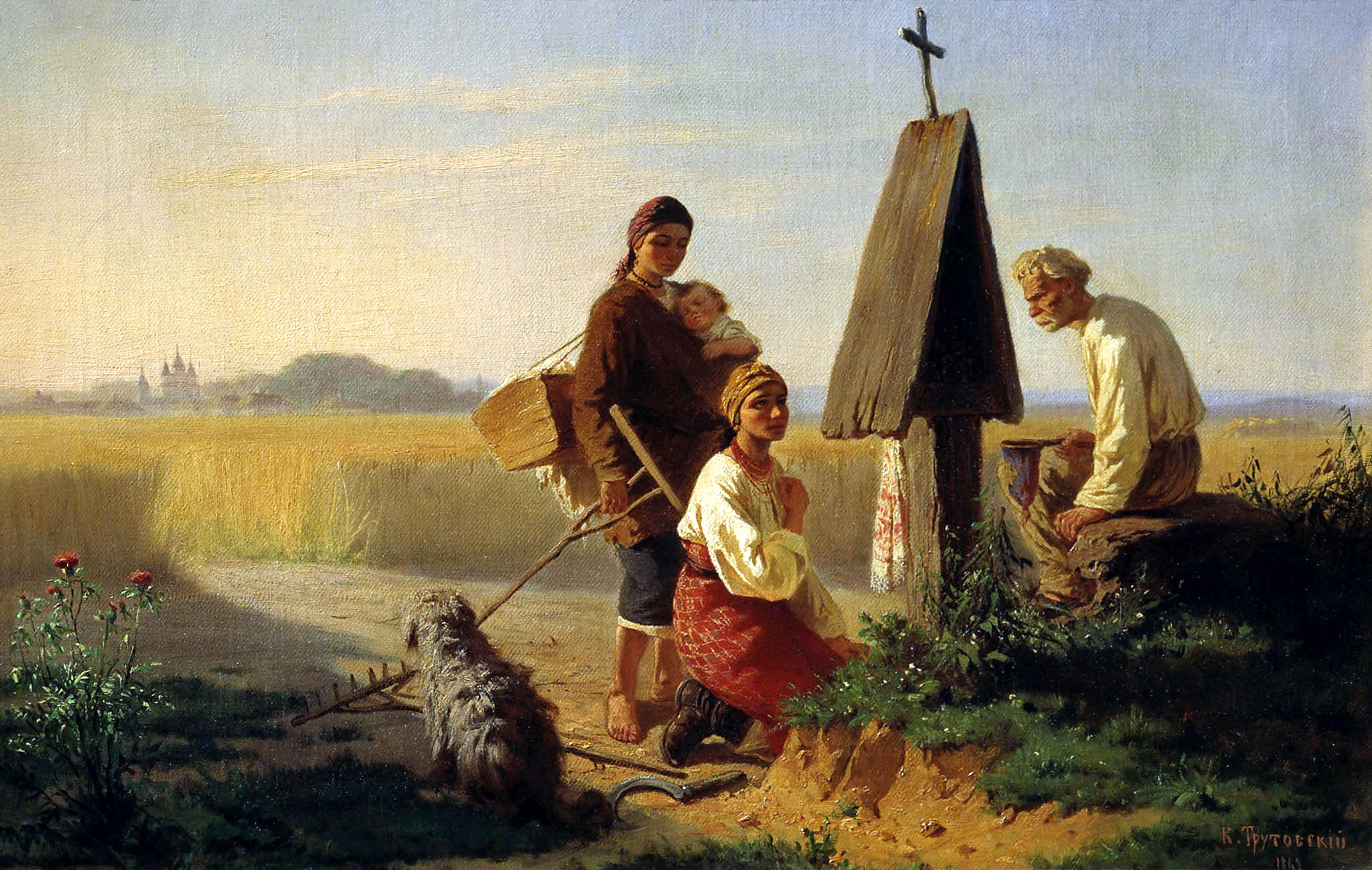
Придорожная часовенка на Украине (худ. К. А. Трутовский)
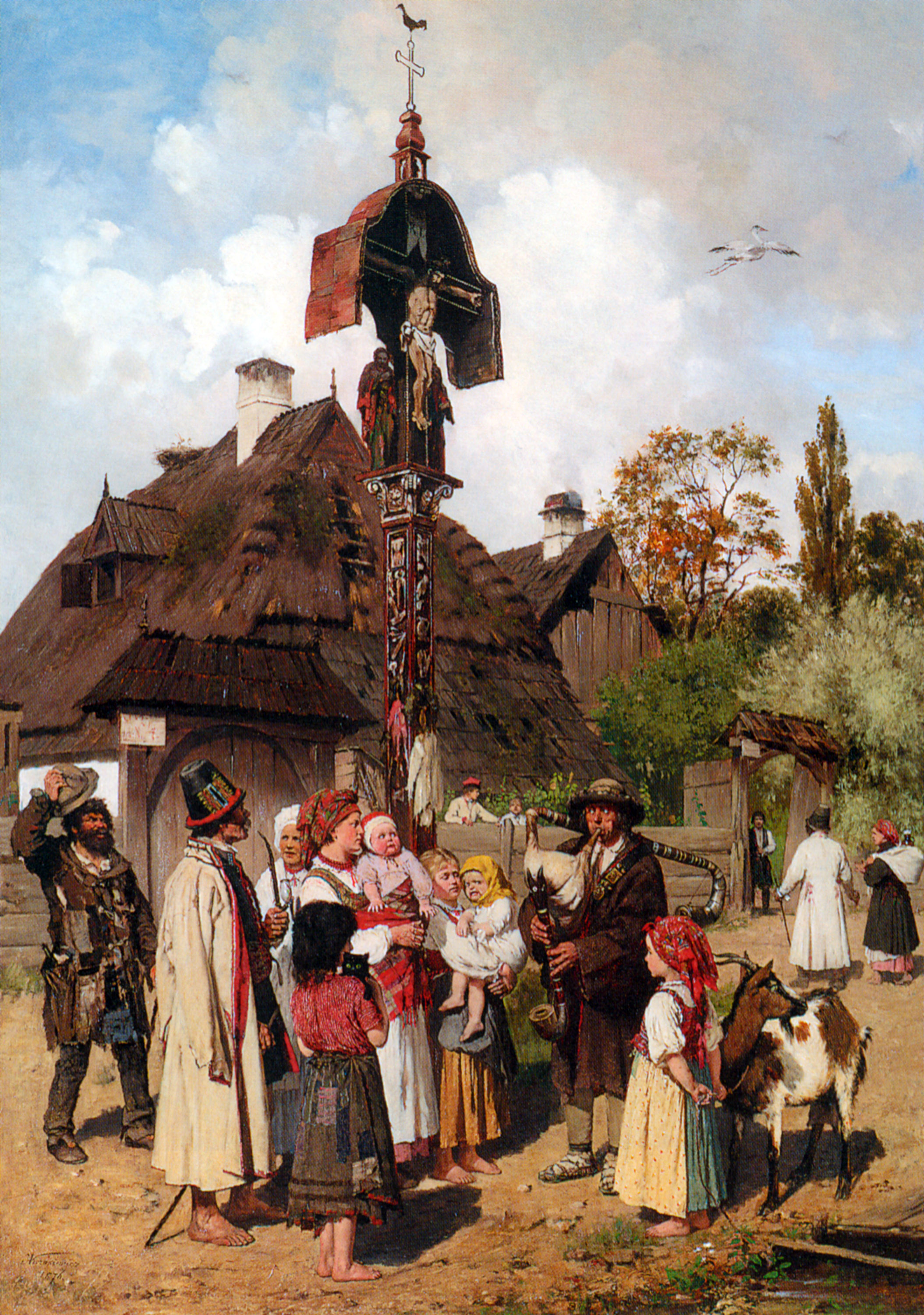
Столб-часовня в Польше (худ. А. Козакевич)